# Bernov (Krajková)

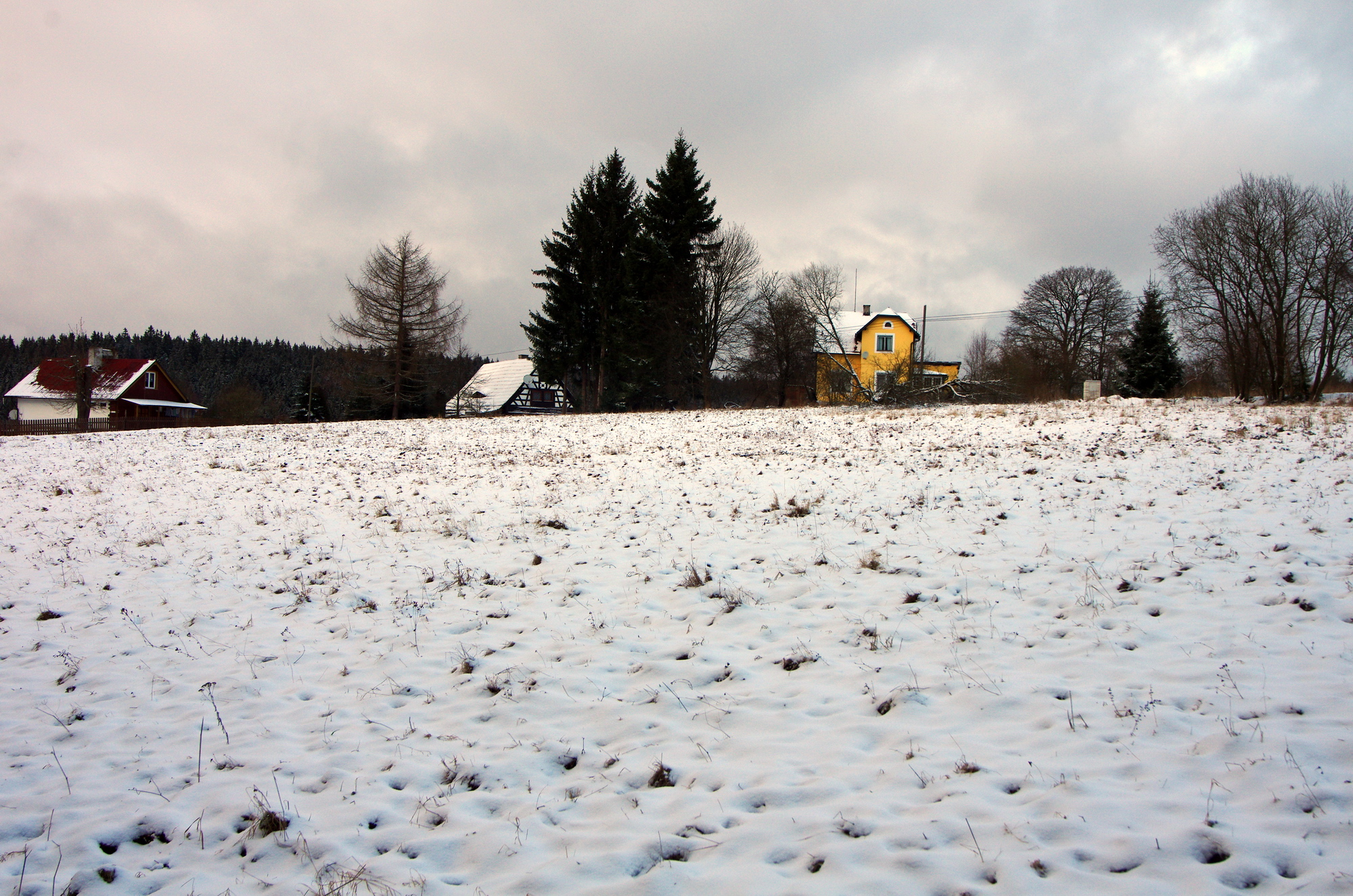
Ortsansicht

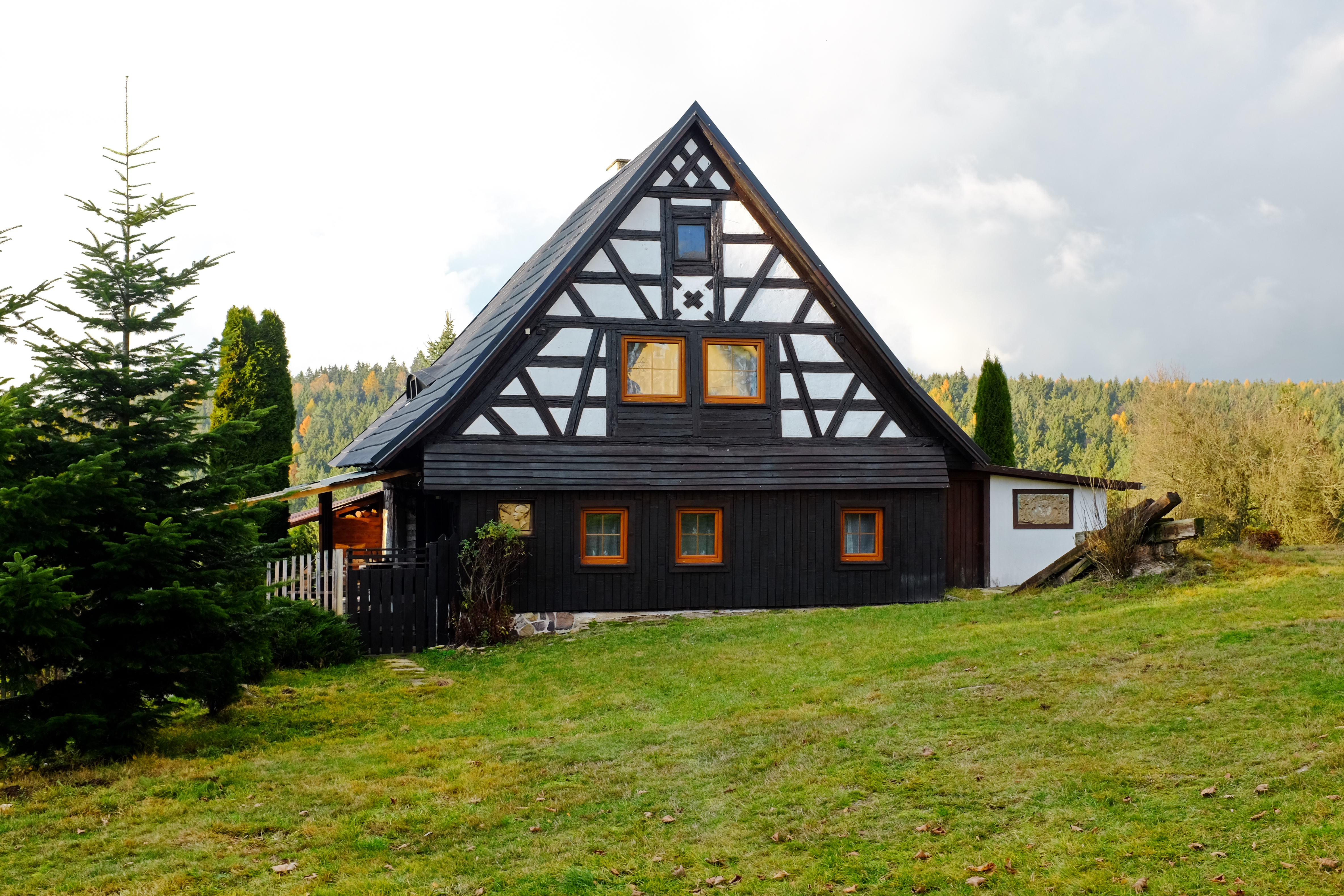
Chaluppe Nr. 5

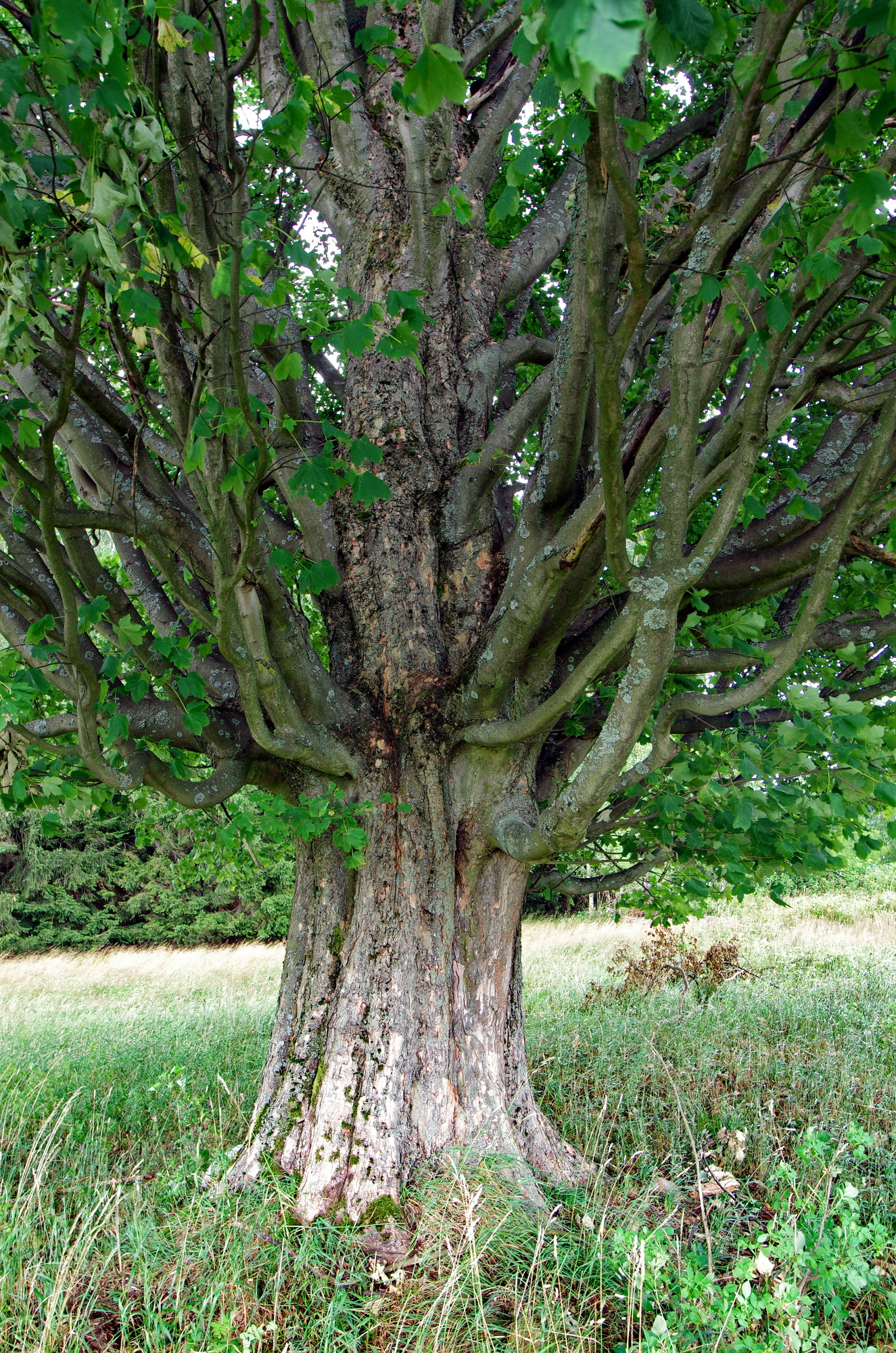
Bergahorn von Bernov

Bernov (deutsch Bernau) ist ein Ortsteil der Gemeinde Krajková in Tschechien. Er liegt zwölf Kilometer nordwestlich von Sokolov und gehört zum Okres Sokolov.

## Geographie
Das von ausgedehnten Wäldern umschlossene Dorf Bernov befindet sich am nördlichen Fuße des Bernovský vrch (658 m. n.m.) in der Jindřichovická vrchovina auf einer Hochfläche, die im Osten zum Tal des Studenecký potok (Ahornsbach) und südlich zum mit dem Stausee Horka gefluteten Tal des Libocký potok (Leibitschbach) abfällt. Im Norden erhebt sich der Jelení vrch (Großer Hau, 720 m. n.m.), nordöstlich der Železný vrch (Eisenberg, 685 m. n.m.), im Osten der Šibeniční vrch (Galgenberg, 666 m. n.m.), südlich der Bernovský vrch und die Vysoká paseka (Hoher Hau, 640 m. n.m.) sowie nordwestlich die Bučina (655 m. n.m.). Bernov liegt im Naturpark Leopoldovy Hamry.
Nachbarorte sind Liboc im Norden, Studenec und Oloví im Nordosten, Libnov und Krajková im Südosten, Květná und die Wüstung Leopoldovy Hamry im Süden, Čižebná und die Wüstungen Skelná Huť, Smrčí und Svažec im Südwesten, Oldřišská und Božetín im Westen sowie Opatov und Libocký Důl im Nordwesten.

## Geschichte
Bernov wurde nach dem 1604 durch den Besitzer der Herrschaft Hartenberg, Heinrich von Pisnitz, erfolgten Kauf des Lippoldshammers auf für den Holzkohlenbedarf des Hammers geschlagenen Waldgrund angelegt. Die erste urkundliche Erwähnung der Siedlung Bärenau erfolgte 1651 in der Seelenliste (Soupis poddaných podle víry) der Herrschaft Hartenberg. Im Hartenberger Urbar von 1697 ist das Dorf mit fünf Häuslern aufgeführt. In der Umgebung wurde Bergbau auf Blei betrieben. Die zum Gossengrüner Vasallenbergrevier gehörigen Bleigruben am Galgenberg und bei Bernau hatten ihr größtes Ausbringen zum Ende des 17. Jahrhunderts. Danach fiel der Gossengrüner Bergbau nach größeren Anbrüchen im Revier der königlichen Bergstadt Bleistadt in die Bedeutungslosigkeit. Die Freiherren und späteren Grafen von Pisnitz hielten die Herrschaft bis zum Ende des 18. Jahrhunderts, seit Beginn des 19. Jahrhunderts gehörte sie den Grafen von Auersperg.
Im Jahre 1845 bestand das im Elbogener Kreis gelegene Dorf Bernau aus 35 Häusern mit 252 deutschsprachigen Einwohnern. In der Umgebung wurde das Eisenbergwerk Petri und Pauli-Zeche betrieben. Der herrschaftliche Hammelhof war aufgehoben und die Gebäude zur Wohnzwecken umgenutzt. Haupterwerbsquellen bildeten die Holzfällerei in den herrschaftlichen Wäldern sowie die Fertigung von Perlmuttknöpfen; die Frauen klöppelten. Wegen der Höhenlage und der geringen Flächen hatte die Landwirtschaft nur eine untergeordnete Bedeutung, zumeist wurde Weidewirtschaft betrieben. Die Schule befand sich in Liebenau. Pfarrort war Gossengrün. Bis zur Mitte des 19. Jahrhunderts blieb Bernau der Herrschaft Hartenberg untertänig.
Nach der Aufhebung der Patrimonialherrschaften bildete Bernau ab 1850 einen Ortsteil der Stadtgemeinde Gossengrün im Gerichtsbezirk Falkenau. Ab 1868 gehörte das Dorf zum Bezirk Falkenau. Im Jahre 1869 bestand Bernau aus 35 Häusern und hatte 214 Einwohner. In den 1870er Jahren lösten sich Bernau und Leopoldshammer von Gossengrün los und bildeten die Gemeinde Leopoldshammer. Im Jahre 1900 hatte Bernau 189 Einwohner, 1910 waren es 155. Nach dem Ersten Weltkrieg zerfiel der Vielvölkerstaat Österreich-Ungarn, das Dorf wurde 1918 Teil der neu gebildeten Tschechoslowakischen Republik. Beim Zensus von 1921 lebten in den 32 Häusern von Bernau 147 Deutsche. Der tschechische Ortsname Bernov wurde 1923 eingeführt.
1930 lebten in den 31 Häusern von Bernau 166 Menschen. Nach dem Münchner Abkommen wurde Bernau 1938 dem Deutschen Reich zugeschlagen und gehörte bis 1945 zum Landkreis Falkenau an der Eger. Nach der Aussiedlung der deutschen Bewohner nach Ende des Zweiten Weltkrieges wurde das abgelegene Dorf nur schwach wiederbesiedelt. Im Jahre 1950 lebten in den 30 Häusern von Bernov nur noch 52 Personen. Die Eingemeindung nach Krajková erfolgte 1953. Ein Großteil der verlassenen Häuser wurde in den 1950er Jahren abgebrochen. Für den Bau der Talsperre Horka wurde Leopoldovy Hamry um 1964 abgesiedelt. 1970 lebten in den drei Wohnhäusern von Bernov acht Menschen. Am 1. April 1980 wurde der Ortsteil Leopoldovy Hamry aufgehoben und dem Ortsteil Bernov zugeschlagen. Beim Zensus von 2001 bestand Bernov aus 3 Häusern und hatte einen ständigen Einwohner. Die meisten Häuser des Dorfes werden als Ferienhäuser genutzt.

## Ortsgliederung
Der Ortsteil Bernov gliedert sich in die Grundsiedlungseinheiten Bernov (Bernau) und Leopoldovy Hamry (Leopoldshammer).
Bernov ist Teil des Katastralbezirkes Leopoldovy Hamry.

## Sehenswürdigkeiten
- Fachwerkhaus Nr. 5, erbaut 1799. In dem Haus lebte ab 1965 der Bildhauer František Hořava  mit seiner Frau.
- Gedenkstein für die Gefallenen des Ersten Weltkrieges, am Weg auf die Vysoká paseka
- Bergahorn "Bernovský klen", der 21 m hohe Einzelbaum steht auf einer Wiese am östlichen Ortsrand